# Zalla
Zalla är en kommun i provinsen Biscaya i den autonoma regionen Baskien i norra Spanien. Kommunen har 8 316 invånare (2024), på en yta av 31,08 km². Kommunens centralort är Mimetiz (spanska: Mimétiz) med 5 111 invånare (2023).